# 波因特盧考特 (密蘇里州)
波因特盧考特（英語：Point Lookout）是位於美國密蘇里州托尼縣的非建制地區。

## 歷史
波因特盧考特的郵局自1931年營運至今。

## 地理
波因特盧考特所處的海拔為高於海平面284米（即932英呎），而該地所採用的時區為UTC-6，即北美中部時區（CST）。同時該地設有夏令時間，為UTC-6調快一小時，即UTC-5（CDT）。